# Sarina Hülsenbeck
Sarina Hülsenbeck (Rostock, 5 juli 1962) is een voormalig Oost-Duits zwemmer.

## Biografie
Hülsenbeck won tijdens de Olympische Zomerspelen van 1980 de gouden medaille op de 4x100m vrije slag estafette en 4x100m wisselslag.
Hülsenbeck is getrouwd met Frank Fischer, en daarmee de schoonzus van de meest gelauwerde olympische kanovaarster Birgit Fischer en moeder van de olympisch kampioene kanovaren Fanny Fischer.

## Internationale toernooien
| Jaar | Olympische Spelen                                                       |
| ---- | ----------------------------------------------------------------------- |
| 1980 | 4x100m vrije slag · 4x100m wisselslag · Hülsenbeck zwom enkel de series |

1912: Moore, Fletcher, Speirs, Steer ·
1920: Woodbridge, Schroth, Guest, Bleibtrey ·
1924: Donnelly, Ederle, Lackie, Wehselau ·
1928: Lambert, Osipowich, Saville, Norelius ·
1932: Johns, Saville, McKim, Madison ·
1936: Selbach, Wagner, den Ouden, Mastenbroek ·
1948: Corridon, Kalama, Helser, Curtis ·
1952: I. Novák, Temes, É. Novák, Szőke ·
1956: Fraser, Leech, Morgan, Crapp ·
1960: Spillane, Stobs, Wood, von Saltza ·
1964: Stouder, de Varona, Watson, Ellis ·
1968: Barkman, Gustavson, Pedersen, Henne ·
1972: Babashoff, Barkman, Kemp, Neilson ·
1976: Peyton, Sterkel, Babashoff, Boglioli ·
1980: Krause, Metschuck, Diers, Hülsenbeck ·
1984: Johnson, Steinseifer, Torres, Hogshead ·
1988: Otto, Meißner, Hunger, Stellmach ·
1992: Haislett, Martino, Thompson, Torres ·
1996: Martino, Van Dyken, Fox, Thompson ·
2000: Van Dyken, Shealy, Thompson, Torres ·
2004: Mills, Lenton, Thomas, Henry ·
2008: Dekker, Kromowidjojo, Heemskerk, Veldhuis ·
2012: Coutts, C. Campbell, Elmslie, Schlanger ·
2016: McKeon, Elmslie, B. Campbell, C. Campbell ·
2020: B. Campbell, Harris, McKeon, C. Campbell ·
2024: O'Callaghan, Jack, McKeon, Harris